# بلالاندا
بلالاندا (به لاتین: Belalanda) یک منطقهٔ مسکونی در ماداگاسکار است که در تولیارا دوم واقع شده‌است. بلالاندا ۷٬۰۰۰ نفر جمعیت دارد و ۱۲ متر بالاتر از سطح دریا واقع شده‌است.